# Ошки държавен университет
Ошкият държавен университет (на киргизки: Ош мамлекеттик университети) в гр. Ош, Киргизия, е създаден през 1951 г.

Считан е за най-големия университет в страната с ок. 40 000 студенти, като обучаваните от 1992 г. чужденци са вече ок. 3000 души. Учебната му структура включва 16 факултета:
- Киргизка филология и журналистика
- Бизнес и мениджмънт
- Математика и информационни технологии
- Богословски
- Руска филология
- Педагогика и физическо възпитание
- Физико-технически
- Следдипломно медицинско образование
- Изкуство
- Естествознание и география
- Юридически
- Международни отношения
- Исторически
- Медицински
- Международен медицински